# 法斯島
法斯島是西太平洋島國密克羅尼西亞聯邦的珊瑚島，屬於加羅林群島的一部分，位於烏利西環礁以東87公里，長2.7公里、寬1.3公里，面積2.6平方公里，最高點海拔高度18米，2000年人口215。

## 外部連結
- Entry at Oceandots.com
- Rescue of B29 in 1948 recounted （页面存档备份，存于）
- traveler's account and photographs of 5 days spent on Fais in 2008